# EC Graz Huskies
Die EC Graz Huskies (bis 2023 DEC Devils Graz) sind ein österreichischer Fraueneishockeyverein aus Graz.

## Geschichte

Logo der DEC Devils Graz

Der Dameneishockeyclub Devils Graz wurde am 3. Mai 2004 gegründet. Schon in der Saison 2004/05 begann der Spielbetrieb in der zweiten Division der Dameneishockey-Bundesliga (DEBL 2), ab 2005 spielte die erste Mannschaft in der DEBL, die zweite in der DEBL2.
2010 zog sich der Verein in die zweite Spielklasse zurück. Unter Führung von Manuel Weissenbacher als Trainer gewannen die Devils drei Jahre später, im März 2013, die Meisterschaft der DEBL 2. 2014 folgte der Wieder-Aufstieg in die DEBL.
Im Januar 2023 wurde der EC Graz Huskies  gegründet, um das Fraueneishockey in Graz und Umgebung zu professionalisieren. Im Anschluss an die Saison wechselten alle Mannschaften vom DEC Devils zum neu gegründeten Club, der in der Saison 2023/24 an allen vier möglichen Wettbewerben – DEBL, DEBL2, EWHL und EWHL Super Cup – an den Start ging.

## Platzierungen
| Saison  | DEBL          | DEBL 2  |
| ------- | ------------- | ------- |
| 2004/05 | –             | Platz 2 |
| 2005/06 | Platz 3       | Platz 2 |
| 2006/07 | Platz 3       | Platz 4 |
| 2007/08 | Platz 6       | –       |
| 2008/09 | Platz 7       | Platz 5 |
| 2009/10 | Platz 9       | –       |
| 2010/11 | –             | Platz 3 |
| 2011/12 | –             | Platz 3 |
| 2012/13 | –             | Meister |
| 2013/14 | –             | Platz 3 |
| 2014/15 | Platz 6       | –       |
| 2015/16 | Platz 3 (Ost) | –       |
| 2016/17 |               | –       |